# Liberale Revolution (Ecuador)
Die Liberale Revolution ist eine Etappe der Geschichte Ecuadors, die durch die Machtübernahme Eloy Alfaros 1895 in Guayaquil eingeleitet wurde. Sie ist charakterisiert durch das Bemühen, die Souveränität des Staates in wirtschaftlicher und politischer Hinsicht wiederzuerlangen, einen umfassenden Laizismus durchzusetzen und die Position der benachteiligten Schichten insbesondere der ländlichen Regionen zu stärken. Wichtige Projekte waren der Ausbau der Infrastruktur, insbesondere der Eisenbahn, und der Bildungsinstitutionen des Landes.
Die Liberale Revolution ist heute als Anknüpfungspunkt für eine Vielzahl politischer Bewegungen Ecuadors von Bedeutung, allen voran Alianza PAÍS.